# Acraea alberta
Acraea alberta är en fjärilsart som beskrevs av Eltringham 1911. Acraea alberta ingår i släktet Acraea och familjen praktfjärilar. Inga underarter finns listade i Catalogue of Life.